# سام ماجري
سام ماجري (بالإنجليزية: Sam Magri)‏ (30 مارس 1994 ببورتسموث في المملكة المتحدة - ) هو لاعب كرة قدم مالطي وبريطاني في مركز الدفاع. شارك مع منتخب إنجلترا تحت 16 سنة لكرة القدم ومنتخب إنجلترا تحت 17 سنة لكرة القدم ومنتخب إنجلترا تحت 18 سنة لكرة القدم ومنتخب إنجلترا تحت 19 سنة لكرة القدم ومنتخب مالطا تحت 21 سنة لكرة القدم. أما مع النوادي، فقد لعب مع كريستال بالاس وكوينز بارك رينجرز ونادي بورتسموث ونونيتون بورو ‏ ونادي دوفر أتليتيك.

## وصلات خارجية
- سام ماجري على موقع الاتحاد الأوربي (الإنجليزية)
- سام ماجري على موقع قاعدة بيانات كرة القدم.إي يو (الإنجليزية)
- سام ماجري على موقع ناشيونال فوتبول تيمز (الإنجليزية)
- سام ماجري على موقع Soccerbase.com (لاعب) (الإنجليزية)
- سام ماجري على موقع Soccerway.com (الإنجليزية)